# Jeruken
Jeruken is een bestuurslaag in het regentschap Purworejo van de provincie Midden-Java, Indonesië. Jeruken telt 283 inwoners (volkstelling 2010).